# Top of the Lake: China Girl
Cet article concerne la seconde saison de la série. Pour la première saison, voir Top of the Lake.
Top of the Lake
Top of the Lake: China Girl est la seconde saison de Top of the Lake, une série américano-australo-britannique créée et écrite par Jane Campion et Gerard Lee. China Girl est diffusée à partir du 27 juillet 2017 sur BBC Two et aux États-Unis sur trois jours consécutifs à partir du 10 septembre 2017 sur SundanceTV.
La saison débute cinq ans après les événements en Nouvelle-Zélande. Robin Griffin rentre à Sydney et reprend son poste dans la police criminelle. Peu après son arrivée mouvementée, le corps d'une jeune femme asiatique est retrouvé dans une valise échouée sur la plage. Dans le même temps, Robin souhaite rencontrer sa fille qu'elle a abandonnée à la naissance. Mary est une adolescente en opposition avec ses parents adoptifs, engagée avec un homme à la morale incertaine.
En Belgique et en France, la saison est diffusée sur Arte depuis le 7 décembre 2017 mais reste inédite dans les autres pays francophones.

## Synopsis
Quatre semaines avant les événements de la saison 2, un flash-back nous ramène à Paradise, un des principaux lieux de la saison 1. On y découvre Robin sur le point de se marier avec Johnno (Mark Leonard Winter). Mais à quelques heures de la cérémonie, ce dernier se fait arrêter pour culture et possession de cannabis. De plus, il flirte avec une autre femme. Robin va le voir en cellule, mais s'apercevant de son infidélité, annule le mariage. Elle décide alors de rentrer à Sydney et de reprendre son ancien poste d'inspectrice dans la grande ville australienne.
A son arrivée, elle se fait héberger par son frère et le compagnon de ce dernier. Quelques jours plus tard au poste de police, on lui apprend que Al Parker (David Wenham), le commissaire soupçonné de pédophilie, va venir pour une médiation afin de tirer un trait sur l'histoire avec les adolescents (saison 1). Il se considère innocent et accuse Robin d'un manque d'impartialité. Cette dernière redoute la confrontation et se réfugie dans le travail. Constatant son stress post-traumatique, son supérieur Adrian (Clayton Jacobson) lui assigne une collègue, Miranda (Gwendoline Christie) chargée de l'accompagner dans son travail et de surveiller son état. C'est ainsi qu'elle indique à Robin un logement situé en face du sien. Robin emménage.
Parallèlement à cela, la saison s'ouvre par une virée nocturne : deux hommes et une femme transportent une valise dans laquelle on devine un corps. La valise est jetée dans l'océan.
A Sydney, Mary (Alice Englert) est une lycéenne de presque 18 ans. Elle vit entre le domicile de ses parents adoptifs, Pyke (Ewen Leslie) et Julia (Nicole Kidman), et l'appartement de son petit ami, Alexander (David Dencik), âgé de 42 ans. Ce dernier est le proxénète visiblement bienveillant d'une bande de jeunes asiatiques, mais on découvre qu'il est lié à la disparition de la fille jetée à la mer. Un soir Mary présente Alexander – "Puss" – à ses parents qui, même en ne connaissant pas les occupations de ce dernier, se montrent très réticents, notamment à cause de son opinion viriliste anti-féministe prônant la soumission de la femme à son mari. Alexander demande à Pyke sa permission d'épouser Mary. Il refuse par principe, soutenu par Julia, mais Mary s'oppose à eux et affirme son amour pour Puss.
Robin, de son côté, ressasse la lettre qu'elle avait reçue de sa fille née de son viol. Elle décide de lui écrire et dépose la lettre à l'adresse indiquée sur la carte, à Sydney même. Quelque temps après, elle découvre le visage de sa fille, qu'elle suit un matin après s'être rendue en voiture au domicile des parents adoptifs. Il s'agit de Mary.
Entre-temps, la valise avec le corps s'est échouée sur une des plages de la ville. Robin se voit confier l'enquête, accompagnée de Miranda. Après autopsie, le corps est celui d'une jeune asiatique. Mais son identité est impossible à établir en raison des blessures et du temps passé dans l'eau.
Dans un café, un groupe de geeks débattent sur leurs expériences sexuelles avec des prostituées. Un des geeks, Brett, semble porté sur l'aspect amoureux d'une relation qu'il entretient avec une jeune prostituée asiatique.
Al (David Wenham) arrive finalement un jour au commissariat à Sydney pour la confrontation avec Robin. N'ayant nullement changé, il la piège dans une salle et l'agresse violemment. Elle se défend en mettant le feu à des rideaux et en le frappant. Les collègues de Robin interviennent et les séparent. Al cherche à discréditer la jeune inspectrice, qui bouillonne de rage et promet de le tuer.
Robin rencontre finalement Mary grâce à sa lettre-réponse et après s'être entretenue avec les parents adoptifs. Julia est sur ses gardes et informe Robin de l'instabilité récente de Mary. Cette dernière et sa mère biologique se lient rapidement. Un jour, Pyke et Robin se rendent à la plage et y donnent rendez-vous à Mary. Cette dernière vient avec Puss et les jeunes asiatiques de la maison close, et Robin fait donc la connaissance d'Alexander mais le voit d'un très mauvais œil. De même pour ce dernier qui, de rage, en vient à la traiter de fouineuse et lui mord le nez en profondeur.
Au fil des jours, l'enquête autour de la mort de "China girl" progresse : Robin a découvert que la jeune femme était enceinte mais que le fœtus n'avait pas le même ADN, ce qui l'amène à conclure à une situation de mère porteuse. Elle suit donc des pistes de ce côté-là, en rencontrant notamment un couple qui a fait appel aux services d'une jeune asiatique, une étudiante selon eux. La femme du couple, en dépression, a un besoin vital d'enfant d'après son mari, et ils sont prêts à payer n'importe quel prix.

## Production
En octobre 2014, au cours du MIPCOM de Cannes, la société de production See-Saw Films a annoncé la commande d'une deuxième saison, prévue pour 2017. Le tournage a débuté en décembre 2015. Elizabeth Moss y reprend son rôle et enquête entre Sydney et Hong Kong, accompagnée cette fois par Nicole Kidman.

## Fiche technique
Sauf indication contraire, les informations mentionnées dans cette section peuvent être confirmées par la base de données cinématographiques IMDb,  présente dans la section « Liens externes ».

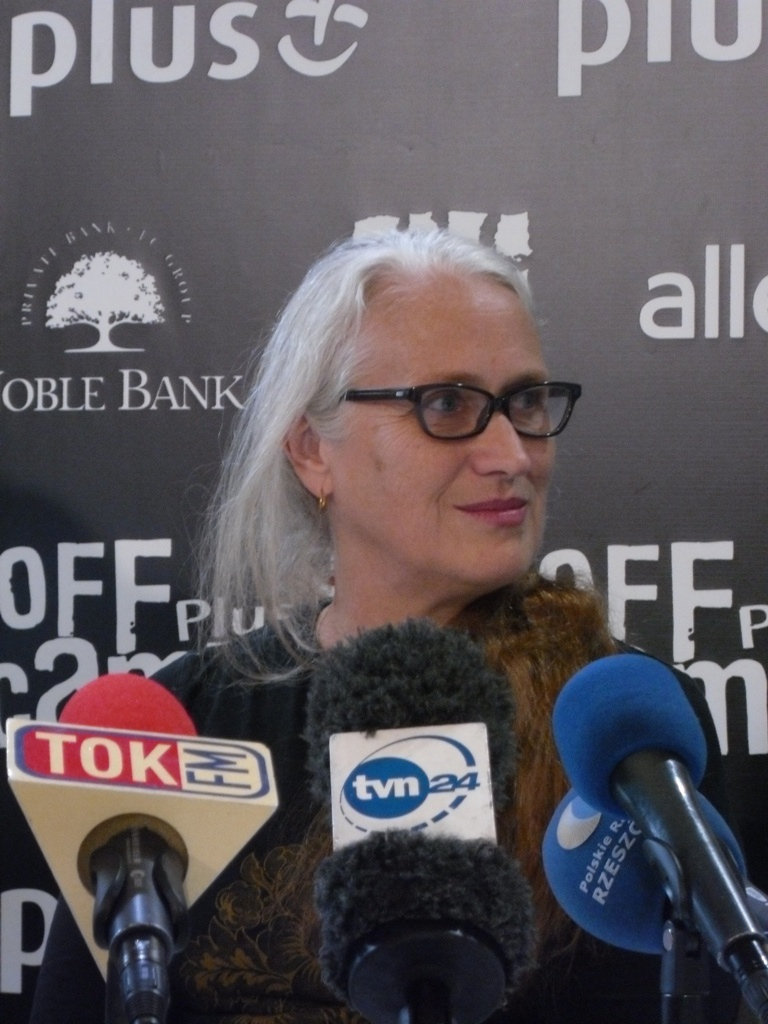
Jane Campion, créatrice, scénariste et réalisatrice.

- Titre : Top of the Lake: China Girl
- Création : Jane Campion et Gerard Lee
- Réalisation : Jane Campion et Ariel Kleiman
- Scénario : Jane Campion et Gerard Lee
- Production : Philippa Campbell, Jane Campion, Hakan Kousetta et Libby Sharpe
  - Sociétés de production : See-Saw Films et Escapade Pictures, en association avec Screen Australia, Screen NSW et Fulcrum Media Finance[7]
- Distribution : British Broadcasting Corporation, Sundance Channel, UKTV et BBC Worldwide[7]
- Décors : Fiona Crombie
- Costumes : Emily Seresin
- Photographie : Adam Arkapaw
- Montage : Alexandre de Franceschi et Scott Gray
- Musique : Mark Bradshaw, Georgi Kay
- Pays d'origine : Australie, États-Unis et Royaume-Uni
- Année de diffusion : 2017
- Diffuseur : BBC Two, Sundance Channel et UKTV
- Durée des épisodes : 60 minutes
- Lieux de tournage : Sydney (Australie)
- Format : filmé en DCP ; diffusé en format 16/9 HD avec un son Dolby Digital

## Distribution

### Personnages principaux
- Elisabeth Moss (VF : Anne Dolan) : Robin Griffin
- Gwendoline Christie (VF : Chloé Berthier) : Miranda Hilmarson[8]
- Nicole Kidman (VF : Danièle Douet) : Julia Edwards[9]
- Alice Englert (VF : Jessica Monceau) : Mary Edwards[8]
- David Dencik (VF : Luc-Antoine Diquéro) : Alexander « Minou » Braun
- Ewen Leslie (VF : Lionel Tua) : Pyke Edwards

### Personnages secondaires
- Yianni Warnock (VF : Romain Lemire) : Neeson
- Clayton Jacobson (VF : Patrick Messe) : Adrian Butler
- Kirin J. Callinan (VF : Laurent Maurel) : Liam
- Heath Franklin (VF : Jérémie Bédrune) : North
- Merlynn Tong (VF : Ylin Yang) : Caramel
- Ling Cooper Tang (VF : Jade Nadja Nguyen (Nadia Nguyen)) : Dang
- Kim Gyngell (VF : Denis Boileau) : Bootie
- Lincoln Vickery (VF : Gauthier Battoue) : Brett Iles
- Victoria Abbott (VF : Rosa Cadima) : Kristy
- Geoff Morrell (VF : Arnaud Bedouët) : Ray
- Christiaan Van Vuuren (VF : Franck Lorrain) : Stally
- Julian Garner (VF : Bernard Gabay) : Mike
- Helen Thomson (VF : Marie-Laure Dougnac) : Felicity
- Adam Zwar (VF : Tanguy Goasdoué) : Carson
- Marg Downey (VF : Isabelle Gardien) : Isadore

## Épisodes
| Épisode | Royaume-Uni   | France  |
| ------- | ------------- | ------- |
| 1       | 3,39 millions | 880 000 |
| 2       | 2,38 millions | 826 000 |
| 3       | 1,97 million  | 719 000 |
| 4       | 1,92 million  | 687 000 |
| 5       | 1,69 million  | 782 000 |
| 6       | 1,84 million  | N/C     |

1. China Girl (China Girl)
2. L’Être aimé (The Loved One)
3. Mère porteuse (Surrogate)
4. L’Anniversaire (Birthday)
5. Qui est ton père ? (Who’s Your Daddy?)
6. La Guerre des mères (The Battle of the Mothers)